# Benoic
Pour les articles homonymes, voir Benoïc.
Dans la légende arthurienne, Bénoïc est le pays du roi Ban, vassal du roi Arthur et père de Lancelot du Lac ; il jouxte Gaunes, pays du roi Bohort l'ancien, frère de Ban.
Le Lancelot en prose (début du XIIIe siècle), référence médiévale en ce qui concerne l'histoire de Lancelot, indique qu'il s'agit d'un lieu continental, « en la marche de Gaule et de Petite Bretagne ». Il a été identifié à la partie orientale de l'Anjou, tandis que le pays de Gaunes est la partie occidentale de l'Anjou.
Il est possible qu'il ait été inspiré par le nom du village de Banvou (Banoïcum vicum),.